# Vytautas Landsbergis-Žemkalnis

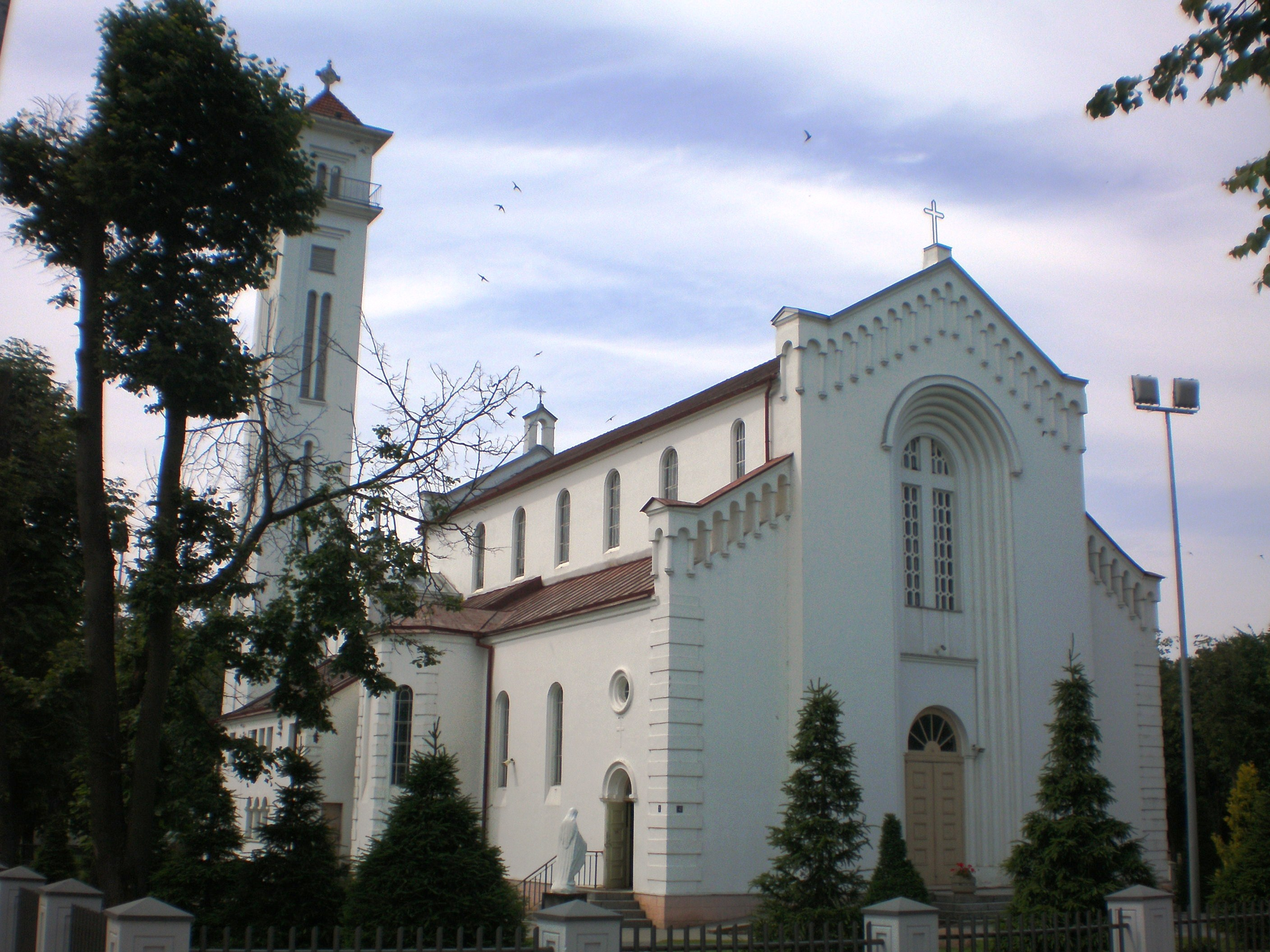
Kirche des eucharistischen Erlösers in Kybartai

Vytautas Landsbergis-Žemkalnis (* 10. März 1893 in Linkavičiai, Wolost Pakruojis; † 21. Mai 1993 in Vilnius) war ein litauischer Architekt.

## Leben
1899 besuchte  er die  Grundschule Ugonicewa und von 1900 bis 1904 das Medvednikow-Gymnasium in Moskau. 1904 kam er aus Russland nach Litauen. Ab 1913 lernte er in Riga, ab 1922 studierte er an der Litauischen Universität in Kaunas. 1926 schloss er sein Architekturstudium an der Regia Scuola Superiore di Architettura in Rom ab. 1926 arbeitete er am Verkehrsministerium Litauens und von 1927 bis 1929 lehrte er an der Litauischen Universität. Von 1939 bis 1943 war er Chefingenieur und -architekt von Vilnius.
Landsbergis-Žemkalnis wurde Mitglied der Litauischen Aktivistenfront und 1941 Minister für Kommunalwirtschaft der deutschen Besatzungsverwaltung. 1944 floh er nach Deutschland und 1949 emigrierte er nach Australien. Von 1942 bis 1944 lehrte er an der Universität Vilnius und 1944 als Lehrer am litauischen Gymnasium in Eichstätt, von 1946 bis 1949 arbeitete er bei UNRRA (United Nations Relief and Rehabilitation Administration) und lehrte. 1959 kam er wieder nach Litauen. Ab 1961 arbeitete er als Architekt in Kaunas am Denkmalinstitut und am Stadtbauinstitut als Chefarchitekt.
1973 wurde er verdienter Architekt Sowjetlitauens.

## Familie
Sein Vater war Gabrielius Landsbergis-Žemkalnis (1852–1916), Dramatiker, Publizist und Dramaturg. Seine Mutter war Česlava Lukaševičiūtė (1860–1907).
Seine erste Frau war Ona Jablonskytė-Landsbergienė (1894–1957), Oftalmologin, Tochter des  Lituanisten Jonas Jablonskis.
Sein erster Sohn war Gabrielius Žemkalnis-Landsbergis (1929–2017), Journalist in Australien. Der zweite Sohn Vytautas Landsbergis (* 1932), Musikwissenschaftler und Politiker, war als Vorsitzender des provisorischen Parlaments (Seimas) das erste Staatsoberhaupt Litauens nach der Wiedererlangung der Unabhängigkeit 1990.

## Projekte
- 1928: Kirche des eucharistischen Erlösers in Kybartai
- 1930: Augenklinik der Vytauto Didžiojo universitetas (Kaunas)
- Kauno muzikinis teatras
- 1930–1936: Gymnasium Panevėžys
- 1931–1932 Vytautas-Žemkalnis-Gymnasium Panevėžys
- 1934 Jesuskirche Mažeikiai
- 1934: Pienocentras-Palast in Kaunas (jetzt Fakultät für Wirtschaftswissenschaft und Business der Technischen Universität Kaunas)
- Krankenhaus Panevėžys
- 1935–1940:  Krankenhaus Šiauliai
- 1935–1940:  Krankenhaus Švėkšna
- 1936: Katholische Kirche Johannes des Täufers in Šakiai

## Auszeichnungen
Durch die Entscheidung des Stadtrats von Panevėžys wurde 1993 das Vytautas-Žemkalnis-Gymnasium Panevėžys nach ihm benannt.